# Por la Tierra Natal
Por la Tierra Natal (en Tailandés: พรรคเพื่อแผ่นดิน, Puea Paendin), es un partido político de Tailandia fundado el 11 de septiembre de 2007. Su posición política no es ni pro-Thaksin ni anti-Thaksin y se sitúa en el centro del espectro político. El partido surgió como uno más entre varios que pretendían ser considerados como la tercera opción en la política tailandesa. Sus más destacados políticos incluyen miembros del antiguo partido de Thaksin -el Thai Rak Thai- como el que fuera ministro de asuntos exteriores Surakiart Sathirathai, Suranand Vejjajiva y Preecha Laohaphongchana. También se encuentran miembros que se opusieron en su día a la política de Thaksin.
Suwit Khunkitti y Watchara Punnachet fueron elegidos líder del partido y secretario general respectivamente. Para las elecciones generales de 2007 mantuvo negociaciones para coaligarse con el Partido Democrático Neutral, pero no hubo acuerdo, por lo que concurrió en solitario y fue el tercer partido político por número de votos (más de 8.500.000), aunque el cuarto en escaños (25 en la Cámara de Representantes)
- Datos: Q3268090